# Campionato del mondo a squadre di scacchi
Il campionato del mondo a squadre di scacchi è un torneo scacchistico riservato alle squadre nazionali, che si disputa ogni due anni (originariamente ogni quattro); è organizzato dalla FIDE. La prima edizione è stata disputata nel 1985, mentre nel 2005 è stato aggiunto un campionato femminile.
A differenza delle Olimpiadi degli scacchi, alle quali possono partecipare tutte le nazioni che lo desiderano, il campionato del mondo prevede solamente dieci squadre partecipanti: la nazione ospitante, il vincitore dell'edizione precedente, le vincitrici dei campionati continentali (europeo, asiatico, africano e panamericano), tre nazioni dalle Olimpiadi e una squadra invitata. I partecipanti sono cambiati nel corso del tempo: in alcune edizioni aveva diritto di partecipare anche la squadra vincitrice dell'edizione femminile precedenti, mentre in altre il numero delle nazioni provenienti dalle Olimpiadi era maggiore; nelle prime due edizioni, inoltre, non essendo stato ancora istituito il campionato africano, partecipò una rappresentativa dell'intero continente.
Il numero di scacchiere fu di sei nella prima edizione, per essere ridotto a quattro nelle successive. A differenza delle Olimpiadi, le squadre si affrontano in un girone all'italiana e non con il sistema svizzero.
Dopo la sospensione nel 2020 della competizione a causa della Pandemia di COVID-19, l'evento è ripreso nel 2021 con un nuovo formato: 2 gironi con 6 squadre a testa ai quali seguono scontri ad eliminazione diretta tra le otto squadre meglio piazzate. La cadenza di gioco, inoltre, è passata a 45+10. Il mondiale femminile si è tenuto per la prima volta separatamente da quello Open. La squadra russa ha dovuto partecipare come "CFR Team" a causa della sentenza WADA che impedisce l'uso della bandiera nazionale nelle competizioni mondiali.

## Risultati

### Torneoopen

#### Edizioni a cadenza classica
| Anno | Data                   | Sede                    | Oro              | Argento     | Bronzo      |
| ---- | ---------------------- | ----------------------- | ---------------- | ----------- | ----------- |
| 1985 | 15–28 novembre         | Lucerna, Svizzera       | Unione Sovietica | Ungheria    | Inghilterra |
| 1989 | 27 ottobre–9 novembre  | Lucerna, Svizzera       | Unione Sovietica | Jugoslavia  | Inghilterra |
| 1993 | 24 ottobre–3 novembre  | Lucerna, Svizzera       | Stati Uniti      | Ucraina     | Russia      |
| 1997 | 25 ott.–2 novembre     | Lucerna, Svizzera       | Russia           | Stati Uniti | Armenia     |
| 2001 | 12–20 ottobre          | Erevan, Armenia         | Ucraina          | Russia      | Armenia     |
| 2005 | 31 ottobre–11 novembre | Beer Sheva, Israele     | Russia           | Cina        | Armenia     |
| 2009 | 4–13 gennaio 2010      | Bursa, Turchia          | Russia           | Stati Uniti | India       |
| 2011 | 15–26 luglio           | Ningbo, Cina            | Armenia          | Cina        | Ucraina     |
| 2013 | 26 novembre–5 dicembre | Adalia, Turchia         | Russia           | Cina        | Ucraina     |
| 2015 | 18-29 aprile           | Tsaghkadzor, Armenia    | Cina             | Ucraina     | Armenia     |
| 2017 | 17-26 giugno           | Chanty-Mansijsk, Russia | Cina             | Russia      | Polonia     |
| 2019 | 5-14 marzo             | Astana, Kazakistan      | Russia           | Inghilterra | Cina        |

#### Edizioni Rapid
| Anno | Data           | Sede                 | Oro  | Argento    | Bronzo |
| ---- | -------------- | -------------------- | ---- | ---------- | ------ |
| 2022 | 19-26 novembre | Gerusalemme, Israele | Cina | Uzbekistan | Spagna |

### Torneo femminile

#### Edizioni a cadenza classica
| Anno | Data           | Sede                    | Oro     | Argento | Bronzo  |
| ---- | -------------- | ----------------------- | ------- | ------- | ------- |
| 2007 | 19–30 maggio   | Ekaterinburg, Russia    | Cina    | Russia  | Ucraina |
| 2009 | 2–11 settembre | Ningbo, Cina            | Cina    | Russia  | Ucraina |
| 2011 | 17–28 dicembre | Mardin, Turchia         | Cina    | Russia  | Georgia |
| 2013 | 3–9 marzo      | Astana, Kazakistan      | Ucraina | Cina    | Russia  |
| 2015 | 18-29 aprile   | Chengdu, Cina           | Georgia | Russia  | Cina    |
| 2017 | 17-26 giugno   | Chanty-Mansijsk, Russia | Russia  | Cina    | Georgia |
| 2019 | 5-14 marzo     | Astana, Kazakistan      | Cina    | Russia  | Georgia |

#### Edizioni Rapid
| Anno | Data                   | Sede               | Oro     | Argento    | Bronzo          |
| ---- | ---------------------- | ------------------ | ------- | ---------- | --------------- |
| 2021 | 27 settembre-2 ottobre | Sitges, Spagna     | Russia  | India      | Georgia Ucraina |
| 2023 | 5-11 settembre         | Bydgoszcz, Polonia | Georgia | Kazakistan | Francia         |